# Колеж

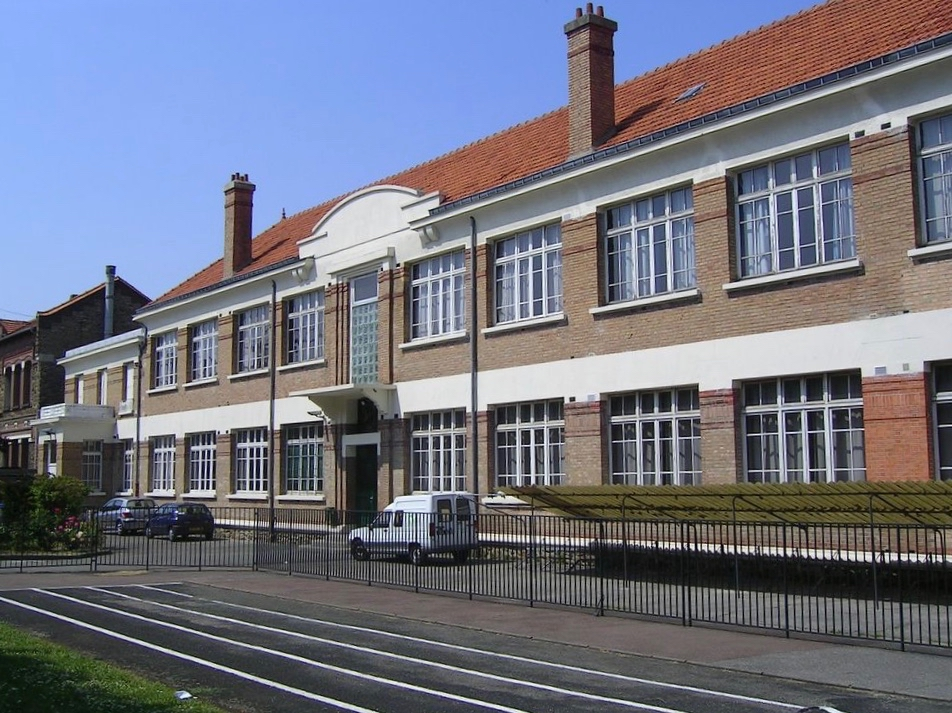
Колеж імені Анатоля Франса в Павійон-су-Буа, східному передмісті Парижу

Коле́ж (фр. collège) — середній загальноосвітній заклад у Франції і деяких країнах французької культури (Бельгія, Швейцарія, Квебек в Канаді).

## Історія
Слово «колеж» походить від латинського слова collegium, «колегія» (в свою чергу, «коледж» — середньовічне запозичення цього ж слова з французької мови в англійську). Ця назва історично застосовується до деяких установ, що не є середніми школами (наприклад, Колеж де Франс). До революції 1789 року Паризький університет ділився на колежі, наприклад, Наваррський колеж, а також існували «повні» (давали освіту, близьку до університетської) і «малі» колежі, всього їх було близько 300. Революція замінила колежі «центральними школами» та конфіскувала їх власність.
При консульстві Наполеона (1802) були відновлені «колежі» або «середні школи», при реставрації розрізнялися державні («королівські») і «муніципальні» середні колежі. У XIX—XX століттях багато колежів теоретично прирівнювалися до ліцеїв, їх випускники отримували бакалавра, але інші, як і зараз, готували учнів до ліцею. З 1865 року поряд з традиційною класичною освітою створені середні спеціальні («сучасні») колежі (аналоги реальних училищ в російській і німецькій системі), з 1880 року колежі для дівчаток (з 1924 жіночі колежі офіційно прирівняні до середніх спеціальних).
У 1910-1930-і роки посилюється тенденція зближення колежів з підготовчими класами ліцеїв і створення «здвоєних» навчальних закладів. Сучасна система коледжів «вторинного навчання» введена в кінці 1950-х — початку 1960-х років. До 1977 року існували також «колежі загального навчання» з п'ятирічним циклом, в даний час, згідно із законом Абі від 11 липня 1975 року, існує єдиний безкоштовний колеж для всіх учнів.